# Австралийская короткошипая акула
Австрали́йская короткоши́пая аку́ла (лат. Centrophorus harrissoni) — вид хрящевых рыб рода короткошипых акул одноимённого семейства отряда катранообразных. Эти акулы  обитают у восточного побережья Австралии на глубине 220—790 м. Вероятно, размножаются яйцеживорождением. Основу рациона составляют костистые рыбы. Максимальная длина — 111 см.

## Таксономия
Впервые вид описан в 1915 году. Голотип представляет собой самку длиной 76 см, полученную на острове Габо, Виктория, Австралия, между 1909 и 1914 годами.  Этот вид очень близок к ржавой короткошипой акуле, и некоторые авторы рассматривают их как синонимы. Родовое название происходит от слов греч. κεντρωτός — «утыканный шипами» и греч. φορούν — «носить».

## Ареал
Австралийские короткошипые акулы встречаются только у восточного побережья Австралии (Новый Южный Уэльс, Виктория, Квинсленд), Тасмании и Новой Зеландии. Эти донные  рыбы держатся верхней и средней части материкового склона на глубине от 220 до 790 м, а по некоторым данным — до 1050 м..

## Описание
У австралийских короткошипых акул удлинённое тело и рыло. Расстояние от кончика параболического рыла до основания второго спинного плавника составляет 61,9—63,2 %, а до первого спинного плавника — 30,4—32 % длины тела. Дистанция между равно спинными плавниками равна 18,2—20,6 от длины тела. Длина головы — 22,4—24,6 длины тела, в 2,7—3 раза больше ширины рта, а ширина равна 13,2—14 % длины тела. Расстояние от кончика рыла до рта составляет 11,4—12,4% длины тела, в 2—2,2 раза больше высоты головы и в 1,3—1,5 раза превосходит ширину рта, которая составляет 7,8—8,5 % длины тела. Грудные плавники довольно большие,  длина по переднему краю равна 11,9—12,4 % длины тела и в 2,3—2,4 раза превосходит длину их основания. Хвостовой плавник большой, длина дорсально-каудального края составляет 19—19,5 % от длины тела. Высота довольно крупного и высокого спинного плавника равна 6,2—7 % длины тел. У молодых акул на передней поверхности спинных плавников имеется тёмное скошенное пятно, а в верхней части каудального края — белое пятно. У взрослых тёмное пятно менее заметно, а белое превращается в узкую белую окантовку, которой нет у крупных экземпляров. Анальный плавник отсутствует. Глаза крупные, удлинённые. Позади глаз имеются дыхальца. У фронтального основания спинных плавников расположены крупные шипы. Заострённые зубы имеют форму лезвий. Нижние зубы намного крупнее верхних. У самок и неполовозрелых самцов верхние зубы сильно скошены, одинаковой формы. У взрослых самцов они выпрямляются. Тело покрывают плакоидные ромбовидные высокие чешуи. По бокам чешуи не перекрывают друг друга, придавая коже акулы характерный «зернистый» вид (отсюда и видовое название). Каудальный свободный конец грудных плавников узкий и удлинённый, он длиннее основания.
Второй спинной плавник немного уступает по размерам первому. Хвостовой плавник асимметричен, нижняя лопасть намного короче верхней. Латеральные кили и прекаудальная выемка на хвостовом стебле отсутствуют. .
Максимальная зарегистрированная длина составляет 111 см.

## Биология
Австралийские короткошипые акулы размножаются яйцеживорождением. Эмбрионы питаются исключительно желтком. В помёте 1 или 2 новорожденных. Очевидно, левый яичник менее функционален по сравнению с правым.
Рацион австралийских короткошипых акул состоит из костистых рыб, особенно миктофов, и головоногих и ракообразных.

## Взаимодействие с человеком
Австралийские короткошипые акулы не представляют опасности для человека. Подобно прочим глубоководным акулам со схожим жизненным циклом они чувствительны к перелову. В качестве прилова они попадают в коммерческие донные ярусы, тралы и жаберные сети. Документально подтверждено, что в некоторых местах их численность с 1970-х годов снизилась на 99%. Международный союз охраны природы присвоил этому виду статус «На грани исчезновения».